# 荷蘭海軍博物館
荷蘭海軍博物館（荷蘭語：Marinemuseum）是一座位於位於荷蘭北荷蘭省登海爾德的海事博物館。該博物館位於威廉蘇德前海軍造船廠園區內，由岸邊的幾座館舍建築和碼頭上的幾艘船組成博物館群。目前博物館由皇家國防博物館基金會營運，展示包括荷蘭皇家海軍歷史、軍艦技術發展的常設展覽。

## 歷史
1962年8月，海軍博物館在登海爾德海文廣場旁碼頭的胡椒倉庫（Peperhuisje）開幕。博物館位於該建築的閣樓上，最初展出了包括荷蘭海軍槍支、制服、潛望鏡以及船舶和飛機的模型。
1965年，博物館搬遷至威廉蘇德碼頭的托倫傑鐘樓，該建築最初建於1823年左右，最初用於存放高度易燃的物質倉庫使用。
1993年，金槍魚號潛艇被放置在陸地上作為博物館的一部分開放參觀，博物館入口建築則於1995年。1997年，威廉蘇德傳統室成為海軍博物館的一部分展示。
2006年，船舶和碼頭常設展覽於瑞克斯韋爾夫造船廠的前炮樓內開幕。在2012年和2013年，荷蘭海軍博物館被ANWB成員評為北荷蘭最佳郊遊景點。

## 展示
荷蘭海軍博物館目前共有三艘船艦作為博物館的收藏船對外開放，其中包括：
- 金槍魚號潛艇（荷兰语：Hr.Ms._Tonijn_(1966)）：曾於1960年和1994年服役。
- 天蠍座女士號（荷兰语：Zr.Ms._Schorpioen_(1868)）铁甲舰：曾於1960年和1971年間服役，自2000年開放參觀。
- 亞伯拉罕·克里恩森號（荷兰语：Hr.Ms._Abraham_Crijnssen_(1937)）掃雷艦：曾於1868年和1908年間服役，自1997年開放參觀。

此外，博物館還收藏護衛艦德魯伊特號的雷達球和特羅普女士號的兩門12厘米砲塔，兩者現在是博物館的公共景點。